# Serle
Serle là một đô thị thuộc tỉnh Brescia trong vùng Lombardia ở Ý. Đô thị này có diện tích 18 km², dân số 2832 người.
Đô thị này giáp với các đô thị sau: 
Botticino, Caino, Nave, Nuvolento, Nuvolera, Paitone, Vallio Terme.